# Діадох Фотікійський
Діадох Фотікійський (грец. Διάδοχος Φωτικής; приблизно 400 — 474 ) — єпископ Фотики (сучасне: Парамифия) в Епірі Іллірійському в V столітті, автор богословських і аскетичних праць. У слов'янські рукописи — Хлудовські прологи (1370) — під 31 серпням записана пам'ять мученика Діадоха. Під тим же числом знаходиться його ім'я і в Четьїх-Мінеях святителя Макарія, причому пояснено: «Святий мученик Діадох мечем помер». 
Блаженний Діадох Фотікійскій — духовний авторитет християнського Сходу, вчитель правої віри і чесноти, живий свідок використання у V столітті Ісусової молитви. Відомий він також і на заході, так як вплинув і на західну традицію — від Цезарія, архієпископа Арльского, до Ігнатія Лойоли і Терези Авільської.

## Біографія
Достовірних відомостей про житіє блаженного Діадоха збереглося небагато. Святитель Константинопольської Церкви Фотій у своїй праці «Бібліотека» неодноразово іменує його «єпископом Фотики в Стародавньому Епірі». Під час монофізитських спорів встав без коливань на стороні учасників IV Вселенського Собору в Халкедоні (451 м ). А незабаром після Собору разом з іншими єпископами Стародавнього Епіру підписав послання до імператора Лева, в якому підкреслюється гідність «халкідонітів» і критикується монофізитство. Боровся блаженний Діадох і з мессаліанами. В кінці шістдесятих або початку сімдесятих років V століття під час навали на Епір вандалів Блаженний Діадох був полонений і відвезений в Карфаген. 

## Творіння
На мові оригіналу: 
- Patrologia Graeca. 65. col. 1141-1212 [Архівовано 3 жовтня 2018 у Wayback Machine.]

Також є переклади на російську мову, що належать або засвоювані блаженним Діадохом. 
- Слово аскетичне (сто глав).
- Слово на Вознесіння Господа нашого Ісуса Христа.
- Слово проти аріан.
- Бачення святого Діадоха.
- Катехізис.

Перші два твори святителя вважаються справжніми, а щодо трьох останніх висловлюються сумніви. 
Його творіння, особливо «Слово аскетичне», відомі в церковній літературі набагато більше, ніж їх автор, саме ім'я якого було піддано сумніву. Вони збереглися в численних древніх грецьких рукописах і містилися іноді поряд з деякими книгами Святого Письма. «Слово аскетичне» відомо було і в слов'янських країнах по перекладам, які трапляються в багатьох слов'янських рукописах. Новітні переклади належать Паїсію Величковському і преосвященному Феофану (в 3 томі « Добротолюбіє»).
Найзначнішим за змістом і найбільшим за обсягом є «Слово аскетичне». У різних списках воно має і інші назви: «Сто аскетичних глав», «Глави практичні про знання і духовному розрізненні», «Сто глав».
Професор Київської духовної академії Костянтин Попов присвятив блаженному Діадоху і його творам докторську дисертацію (1903), в першому томі якої надрукував грецький текст трьох його творів ( «Слово аскетичне», «Слово на Вознесіння Господнє» і «Проти аріан») з примітками і перекладом, який багато в чому відрізняється від колишніх.

## література
З ґрунтовних праць, присвячених вивченню його творінь, можна назвати тільки дві: 
- У 1903 році зявилось дослідження професора Київської Духовної академії Костянтина Попова «Блаженный Диадох (V век), епископ Фотики Древнего Эпира, и его творения. Том 1. Творения Блаженного Диадоха».
- захищена в Московській Духовній академії в 1992 році кандидатська дисертація ієромонаха Марка (Головкова) «Блаженный Диадох Фотикийский и его богословские и аскетические взгляды».